# Arenaria foliosa
Arenaria foliosa là loài thực vật có hoa thuộc họ Cẩm chướng. Loài này được Royle ex Edgem. & Hook.f. mô tả khoa học đầu tiên năm 1874.